# Zapora Rappbode

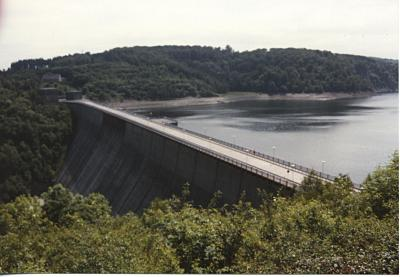
Zapora Rappbode

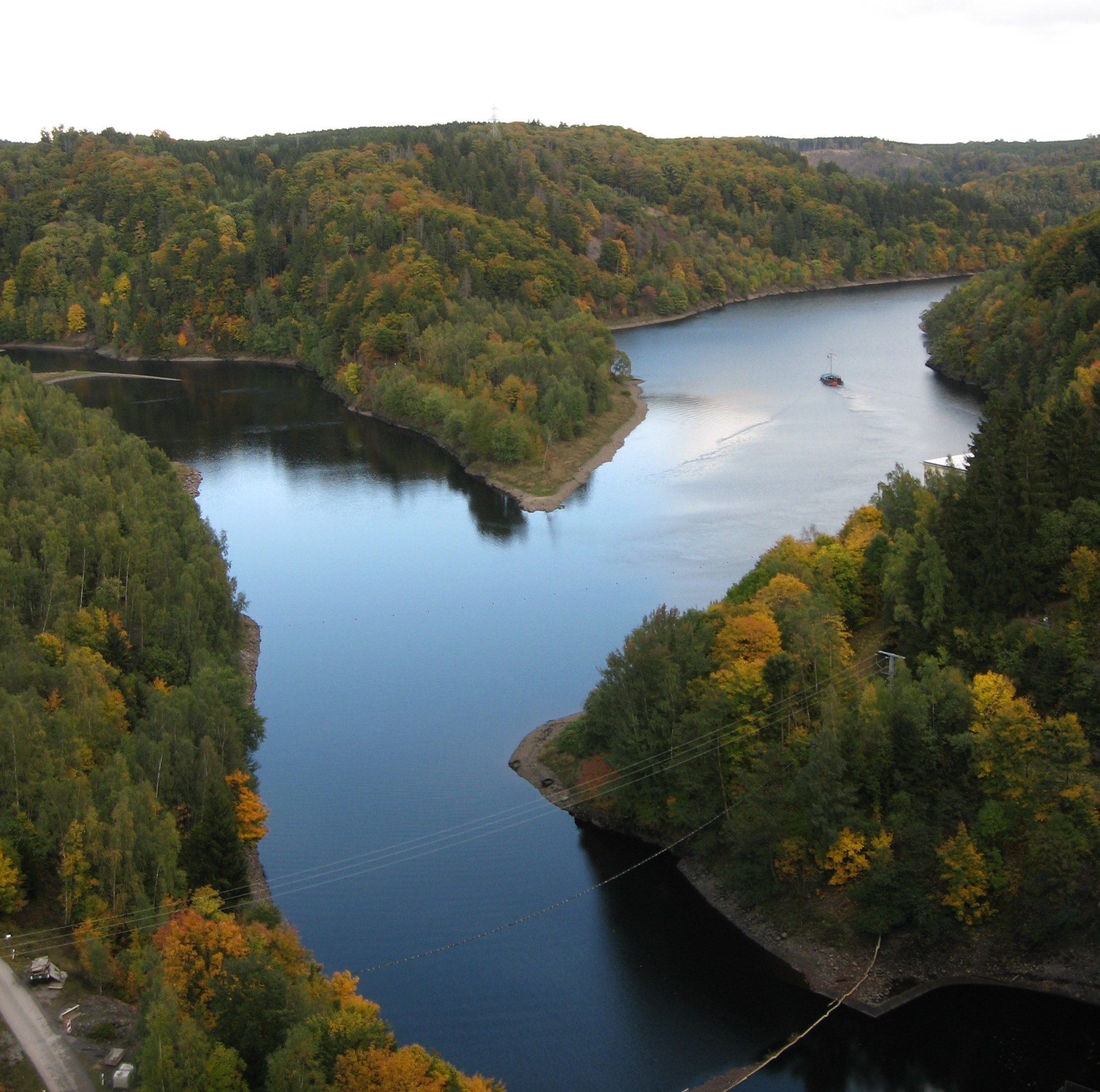
Widok z zapory Rappbode

Zapora Rappobode – zapora na rzece Bode, znajdująca się w Saksonii-Anhalcie. Jest to największa zapora w tym landzie i w Niemczech. Razem z innymi zaporami oraz zbiornikami retencyjnymi, należy do niemieckiego systemu przeciwpowodziowego.

## Dane techniczne
- Długość korony: 415 m
- Szerokość korony: 12,5 m
- Wysokość zapory (nad ziemią): 106 m

## Historia
Pierwsze plany budowy pojawiły się na początku XX wieku. W 1938 roku plany były już ukończone i gotowe do realizacji. Prace nad budową podjęto jednak dopiero po wojnie, w 1952 roku. Tamę ukończono i oddano do użytku w 1959 roku.